# آنتونی کوریا (بازیکن فوتبال، زاده ۱۹۹۹)
آنتونی کوریا (انگلیسی: Anthony Correia؛ زادهٔ ۶ سپتامبر ۱۹۹۹) بازیکن فوتبال است.
از باشگاه‌هایی که در آن بازی کرده‌است می‌توان به باشگاه فوتبال لیتشوئس اشاره کرد.